# سنیکا (کانزاس)
سنیکا (به انگلیسی: Seneca) شهری در ایالت کانزاس کشور ایالات متحده آمریکا است که جمعیت آن در سرشماری سال ۲۰۱۰ میلادی، ۱٬۹۹۱ نفر بوده‌است.